# Семенівка (Олексіївська сільська громада)
Семені́вка — село в Україні, в Лозівському районі Харківської області. Населення становить 211 осіб. Входить до складу Олексіївської сільської громади.

## Географія
Село Семенівка межує з селом Єфремівка. На відстані 3 км розташоване село Нова Семенівка.

## Економіка
- Молочно-товарна ферма.
- Садове товариство «ОРІЛЬ».